# استفتاء اتحاد الجمهوريات العربية السوري 1971
تم إجراء استفتاء بشأن اتحاد الجمهوريات العربية في سوريا يوم 1 سبتمبر 1971، إلى جانب استفتاءات متزامنة في كل من ليبيا ومصر. وقد وافق عليه 96.4% من الناخبين، مع اقبال 89.7%.

## النتائج
| الاختيار                | الأصوات   | %     |
| ----------------------- | --------- | ----- |
| مع                      | 1,748,582 | 96.44 |
| ضد                      | 64,623    | 3.56  |
| أصوات فارغة أو مُلغاة    |           | –     |
| مجموع الأصوات           | 1,813,205 | 100   |
| الأصوات المسجلة/الإقبال | 2,021,405 | 89.70 |
| مصدر: Direct Democracy  |           |       |